# Миша Гудвин
Миша Гудвин (Misha Gudwin) (род. 23 ноября 1995, Воронеж) — современный российский художник. Занимается стрит-артом.
Художник создает инсталляции, объекты, коллажи.  
В своем творчестве он изучает взаимодействие уличной и цифровой среды. Часто в качестве прообразов для своих объектов использует отсылки к графическим редакторам.  
Работает аэрозольной и акриловой красками. 

## Биография
Родился в Воронеже (23 ноября 1995 - 25 лет), живет и работает в Москве и Воронеже.
Начал свой творческий путь в 2010 году как граффити-художник, впоследствии занялся современным искусством и стрит-артом.
В 2018 окончил образовательную программу ЦСИ Воронеж и институт современного искусства БАЗА в 2021 году.
Резидент фонда Владимира Смирнова и Константина Сорокина и Открытых студий ЦСИ Винзавод 2020г
Финалист конкурса молодых художников «Nova art» 2019.
Автор лекций о стрит-арте и современном искусстве.
Сооснователь самоорганизованного выставочного пространства и культурного центра "Дай пять" в Воронеже и "ИП Виноградов» в Москве.  Площадка разместилась в здании бывшего советского завода «Электроремонт» в директорском кабинете и прилегающих пространствах, пропитанных аутентичной атмосферой советского шика, а сам завод окружен промышленной зоной.
В 2021 году воронежское пространство «Дай пять» включили в топ-5 культурных институций в регионах версии журнала Strelka Mag. 
Участник проекта «Новые имена. Выбор Винзавода» (2020)
Участник аукциона Vladey

## Выставки
Персональные выставки
2020 «Трансформировать выделенную область». Пространство Фонда Владимира Смирнова и Константина Сорокина. Москва.
Групповые выставки:
2022
«Сотворение мира. Выбор Пьера-Кристиана Броше», "Октава", Тула
2021
Кураторский проект «Пару кварталов отсюда». Галерея «Виктория». Самара. 
«Industrial triangle» онлайн проект для Фонда Владимира Смирнова и Константина Сорокина. 
«Digital return». Медиа проект для журнала Sreda, фонд VAC. 
«Arcanum». Пространство ИП Виноградов. Москва. 
«Посторонним В!».Ural Vision Gallery, Екатеринбург
2020
«Роман(ы) мест или абстрактная топофилия» в рамках международного фестиваля RAUM SPACE. Калининград.  
Итоговая выставка 7 сезона проекта «Открытые студии» «Стены помогают». ЦСИ Винзавод. Москва. 
8ая Ярмарка Cosmoscow. Москва.  
Квартирная выставка «Rooms 2.0». We see items. Москва. 
Специальный проект VII Московской международной биеннале молодого искусства «Группа поддержки» — Выставка 1 курса институту База в Cube.Moscow. 
Железногорске биеннале. ЦСИ Цикорий. Железногорск.
Онлайн проект «3D bedroom exhibition”. Уральский филиал ГЦСИ. 
2019
«Дом на дереве». Галерея FFTN. Санкт-Петербург.
Выставка финалистов конкурса «Nova art » Новая Голландия. Санкт-Петербург.
«Микробиеннале горизонтальных инициатив». Москва.   
Организация artist run space «Дай пять» и участие в групповой выставке «Апельсин со вкусом граната»  
2018
«Тихий центр». Воронежский центр современного искусства. Квартирная выставка «Фрагменты». Воронеж. 
«Политика принятия». Воронежский областной художественный музей имени Крамского (Филиал - Дом губернатора).
Внеинституциональная коллективная выставки «БОЛТ». Окраина леса ЦНИИЛГиС, Воронеж. 
Отчетная выставка "Школы для художников". Воронежский центр современного искусства. 

## Резиденции
2021
City Says / «Город говорит» Архангельск 
2020
Резиденция «Открытые студии» ЦСИ Винзавод. Москва. 
Фестиваль Стрит-арта «Карт-бланш». Екатеринбург.
Фестиваль стрит-арта «Морфология улиц». Тюмень. 
2019
Финалист конкурса молодых художников «Nova art». Арт-резиденция. Музей стрит-арта. Санкт-Петербург. 

## Наиболее известные работы
«Радуга», 2020. Здание сгорело в 2021 году
Сircle, Серия уличных работ. 2017 - 2019
Астериск
Инсталляция «Трансформировать выделенную область»